# Гиздатуллин, Артур Фанисович
Артур Фанисович Гиздатуллин (род. 8 августа 1997, Альметьевск, Татарстан) — российский хоккеист, нападающий. Мастер спорта России (2015).

## Биография
Воспитанник ДЮСШ «Нефтяник» Альметьевск, тренеры Вячеслав Романов, Андрей Мищенко. На драфте юниоров КХЛ 2014 года был выбран под № 144 нижегородским «Торпедо». В сезонах 2014/15 — 2015/16 выступал за команду МХЛ «Чайка». Провёл один матч в КХЛ — 16 февраля 2016 года в домашней игре против «Северстали» (4:5 ОТ) забил гол, который был отменён из-за игры коньком. 13 августа 2016 был обменян в хабаровский «Амур». Провёл сезон в команде МХЛ «Амурские тигры». 28 апреля 2017 года продлил односторонний контракт на один год. 7 сентября 2017 года был обменян на денежную компенсацию в китайский клуб ВХЛ «Чэнтоу». Вернувшись в 2018 году в Хабаровск, стал выступать за «Амур» и за «Сокол» Красноярск в ВХЛ.